# Варфоломєєв Володимир Олександрович
Володи́мир Олекса́ндрович Варфоломє́єв (1984—2014) — старший солдат Збройних сил України, учасник російсько-української війни.

## З життєпису
Народився 1984 року в смт Кіровське Дніпропетровського району, мешкав у селі Червоноіванівка Криничанського району; закінчив загальноосвітню школу. Проходив строкову службу в лавах ЗСУ. Здобув професію маляра-штукатура, займався ремонтом будинків.
Призваний за мобілізацією 4 квітня 2014 року. Вогнеметник, 93-тя окрема механізована бригада. Старший солдат, вогнеметник; з весни брав участь у боях.
21 липня 2014-го загинув у бою біля села Піски.
Похований в селі Красноіванівка П'ятихатського району 30 липня 2014 року.

## Нагороди
- орден «За мужність III ступеня» (14.11.2014) (посмертно)